# Бомба у 10 и 10
Бомба у 10 и 10 је југословенски филм из 1967. године. Режирао га је Часлав Дамјановић, а сценарио су писали Часлав Дамјановић и Винсент Фотре.

## Радња
Брижљиво припремани атентат на есесовског пуковника, некадашњег команданта концентрационог логора, од стране чувеног диверзанта, шпанског борца, и неколицине илегалаца чији успех зависи од одлуке и помоћи једне девојке, заврбоване од Немаца, али заљубљене у диверзанта.

## Улоге
| Глумац            | Улога              |
| ----------------- | ------------------ |
| Џорџ Монтгомери   | Стив Корбeт        |
| Рада Ђуричин      | Пија               |
| Бранко Плеша      | Пуковник Хаслер    |
| Раде Марковић     | Марко              |
| Љуба Тадић        | Андреја            |
| Фил Браун         | Проф. Пилић        |
| Александар Гаврић | Драган             |
| Павле Вуисић      | Човек са наочарима |
| Ингрид Лотариус   | Мира               |
| Петар Банићевић   | Поручник Вос       |
| Душан Тадић       | Миле               |
| Радмило Ћурчић    | кондуктер у возу   |